# Jan van Daal
Jan van Daal (Baarn, 15 april 1942) is een Nederlands voormalig profvoetballer en voetbaltrainer. Als speler kwam hij uit voor Haarlem, Heracles, Willem II en HVC.
In het profvoetbal was hij als trainer werkzaam bij RCH, Ajax en DS '79.

## Loopbaan

### Speler
Hij begon als jeugdspeler bij SV Baarn in zijn geboorteplaats. Als achttienjarige voetbalde hij in het seizoen 1960/61 in het eerste elftal van de tweedeklasser uit Baarn. Hij kwam ook uit voor het Utrechts amateurelftal.
Hij studeerde aan sportopleiding CIOS in Overveen en ging voetballen bij Haarlem. 
Na een seizoen vertrok hij naar Heracles en weer een jaar later ging bij spelen bij Willem II. 
In het seizoen 1964/65 werd hij met Willem II kampioen in de Eerste divisie. Van Daal speelde dat seizoen in alle competitieduels. Willem II eindigde gelijk aan kop met Elinkwijk. De kampioenswedstrijd won de Tilburgse club op 16 mei 1965 in een volgepakt Stadion De Vliert in 's-Hertogenbosch met 6-2.
Ook bij de terugkeer van Willem II in de Eredivisie was Van Daal een vaste waarde op het middenveld. Toch werd hij in de zomer van 1966 op de transferlijst geplaatst. Omdat de overgang naar een andere club uitbleef, kwam hij een halfjaar niet in actie. Tijdens de winterse transferperiode werd hij aangetrokken door HVC. Hij maakte op 18 december 1966 zijn debuut in de thuiswedstrijd tegen Hilversum (4-0). Via de nacompetitie promoveerde HVC als nummer drie op de ranglijst naar de Eerste divisie.
Na het seizoen 1967/68 kwam hij met de club niet tot overeenstemming over zijn contract en hij beëindigde zijn voetballoopbaan.

### Trainer RCH
Hij behaalde al op 24-jarige leeftijd het hoogste trainersdiploma. Als sportleraar gaf hij les aan jeugdgevangenissen en andere strafinrichtingen in Amsterdam en Haarlem.
In 1969 kreeg hij bij RCH een aanstelling als assistent-trainer. Hij werkte samen met hoofdcoach Piet Peeman die hij kende als docent uit hun gezamenlijke CIOS-periode. Peeman moest in oktober 1969 vanwege zijn gezondheid afhaken en Van Daal nam zijn taken over. 
Eind 1969 ontstonden er problemen met HVC, zijn vorige club, waar hij medio 1968 was gestopt als speler. HVC eiste een transfervergoeding van 25.000 gulden. Na een kort geding kreeg Van Daal nog geen licentie van de KNVB, maar hij mocht voorlopig wel als trainer aanblijven. De rechter verwees de kwestie terug naar de arbitragecommissie van de KNVB. Vanwege deze onzekerheid stelde RCH met Ben Tap een nieuwe trainer aan voor het seizoen 1970/71.
Van Daal ging voor twee jaar aan de slag bij zaterdag tweedeklasser De Zuidvogels uit Huizen.

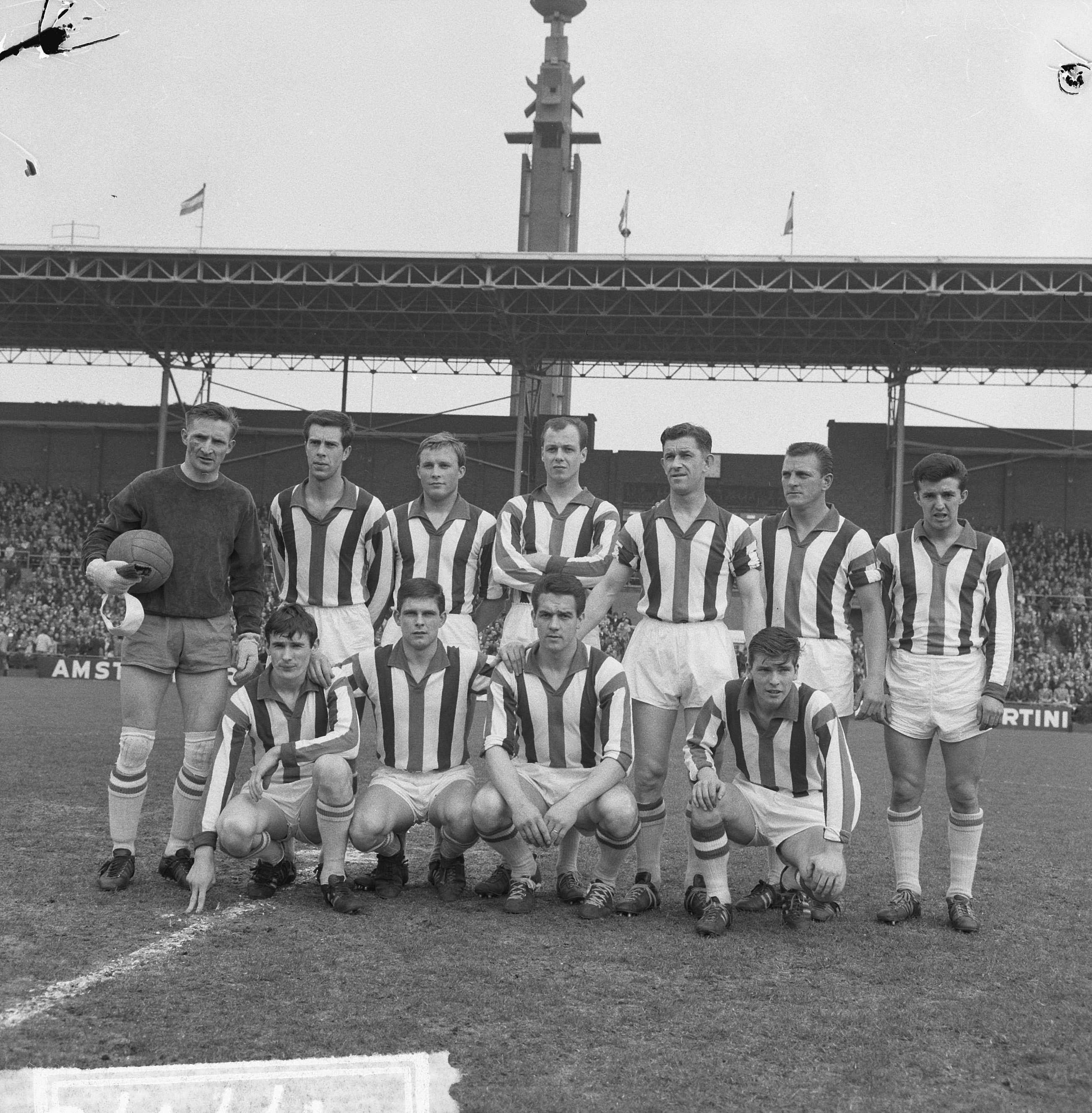
Van Daal, staand 2e van links, met kampioenselftal Willem II (2 mei 1965).

### Ajax
In 1972 werd hij jeugdtrainer bij Ajax In 1974 ging hij het C-elftal (beloften) van Ajax coachen. Aan het begin van het seizoen 1975/76 was Van Daal kortstondig interim-hoofdtrainer van Ajax nadat op 12 augustus 1975 Hans Kraay sr. vlak voor de competitiestart opstapte. Van Daal nam tijdelijk de functie over tot de terugkeer van Rinus Michels die op 1 september in dienst trad. Met Van Daal op de bank won Ajax twee van de drie competitieduels en speelde eenmaal gelijk. Hij werd vervolgens assistent bij het eerste elftal en bleef het C-team coachen. Van 1976 tot 1978 was Van Daal hoofd jeugdopleidingen bij Ajax, ten tijde van hoofdtrainer Tomislav Ivic. Hij vertrok medio 1978 doordat zijn contract bij Ajax niet werd verlengd. Leo Beenhakker werd als zijn opvolger benoemd.

### Einde loopbaan
Na een zesjarig dienstverband bij Ajax nam hij een jaar lang geen club onder zijn hoede. In 1979 werd Van Daal aangesteld als hoofdtrainer van DS '79. Hij nam in december 1980 ontslag. Begin 1981 werd hij namens de KNVB districtstrainer. In 1982 ging hij amateurclub UVV trainen en hij had zijn baan als sportleraar weer opgepakt.

## Clubstatistieken
| Seizoen | Club      | Land      | Competitie       | Competitie | Competitie | Beker | Beker | Internationaal | Internationaal | Overig | Overig | Totaal | Totaal |
| Seizoen | Club      | Land      | Competitie       | Wed.       | Dlp.       | Wed.  | Dlp.  | Wed.           | Dlp.           | Wed.   | Dlp.   | Wed.   | Dlp    |
| ------- | --------- | --------- | ---------------- | ---------- | ---------- | ----- | ----- | -------------- | -------------- | ------ | ------ | ------ | ------ |
| 1961/62 | Haarlem   | Nederland | Eerste divisie A | 19         | 1          | 2     | 0     | –              | –              | –      | –      | 21     | 1      |
| 1962/63 | Heracles  | Nederland | Eredivisie       | 17         | 1          | 0     | 0     | –              | –              | –      | –      | 17     | 1      |
| 1963/64 | Willem II | Nederland | Eerste divisie   | 14         | 0          | 0     | 0     | –              | –              | –      | –      | 14     | 0      |
| 1964/65 | Willem II | Nederland | Eerste divisie   | 30         | 6          | 1     | 0     | –              | –              | 1      | 0      | 32     | 6      |
| 1965/66 | Willem II | Nederland | Eredivisie       | 30         | 2          | 3     | 0     | –              | –              | –      | –      | 33     | 2      |
| 1966/67 | HVC       | Nederland | Tweede divisie   | 24         | 0          | 0     | 0     | –              | –              | 2      | 0      | 26     | 0      |
| 1967/68 | HVC       | Nederland | Eerste divisie   | 27         | 0          | 2     | 0     | –              | –              | –      | –      | 29     | 0      |
| Totaal  | Totaal    | Totaal    | Totaal           | 161        | 10         | 8     | 0     | 0              | 0              | 3      | 0      | 172    | 10     |